# خوش‌دلبند (گوله)
خوش‌دلبند (به ترکی استانبولی: Hoşdülbent) یک منطقهٔ مسکونی در ترکیه است که در گوله (شهر) واقع شده‌است.